# Poitiers

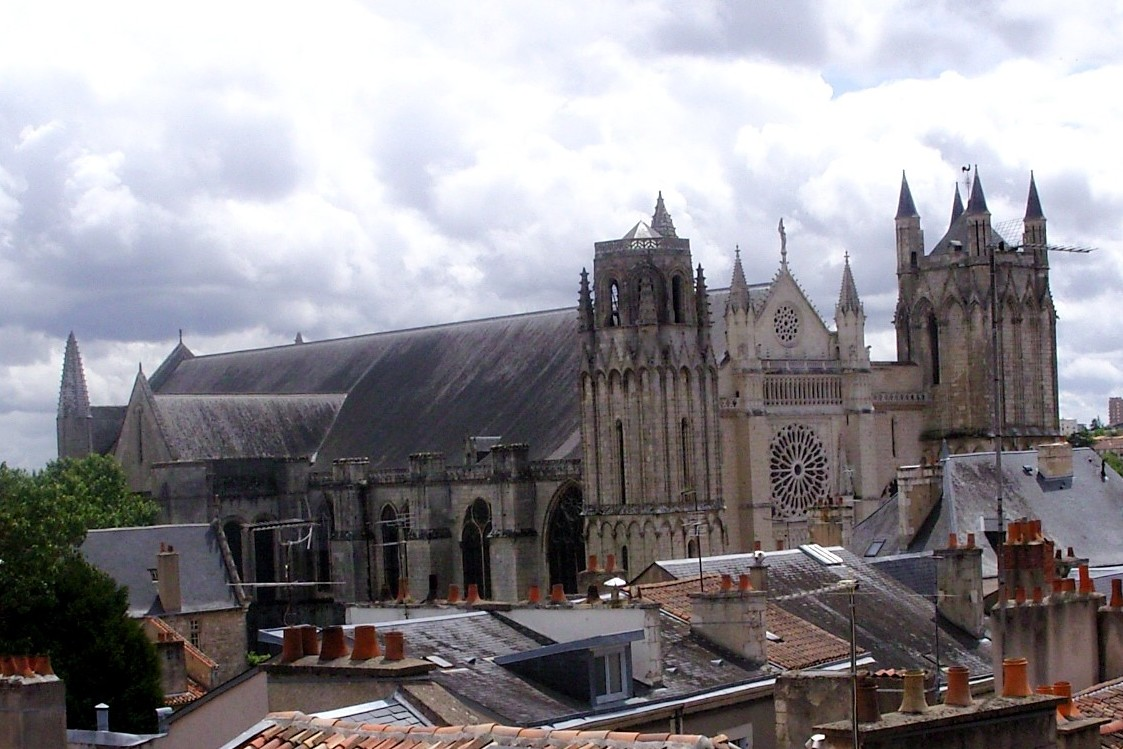
Katedrála z Grand‘rue

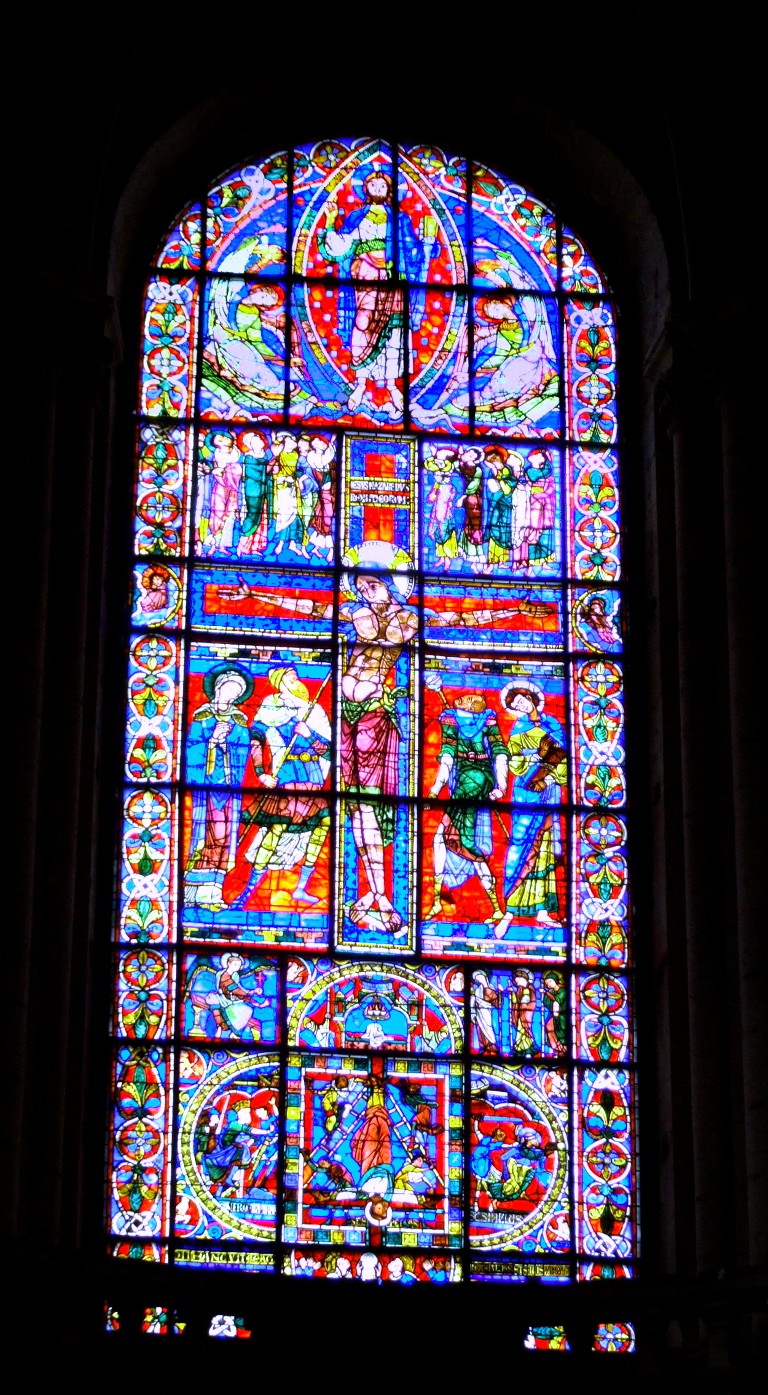
Ukřižování, vitráž ze 12. století

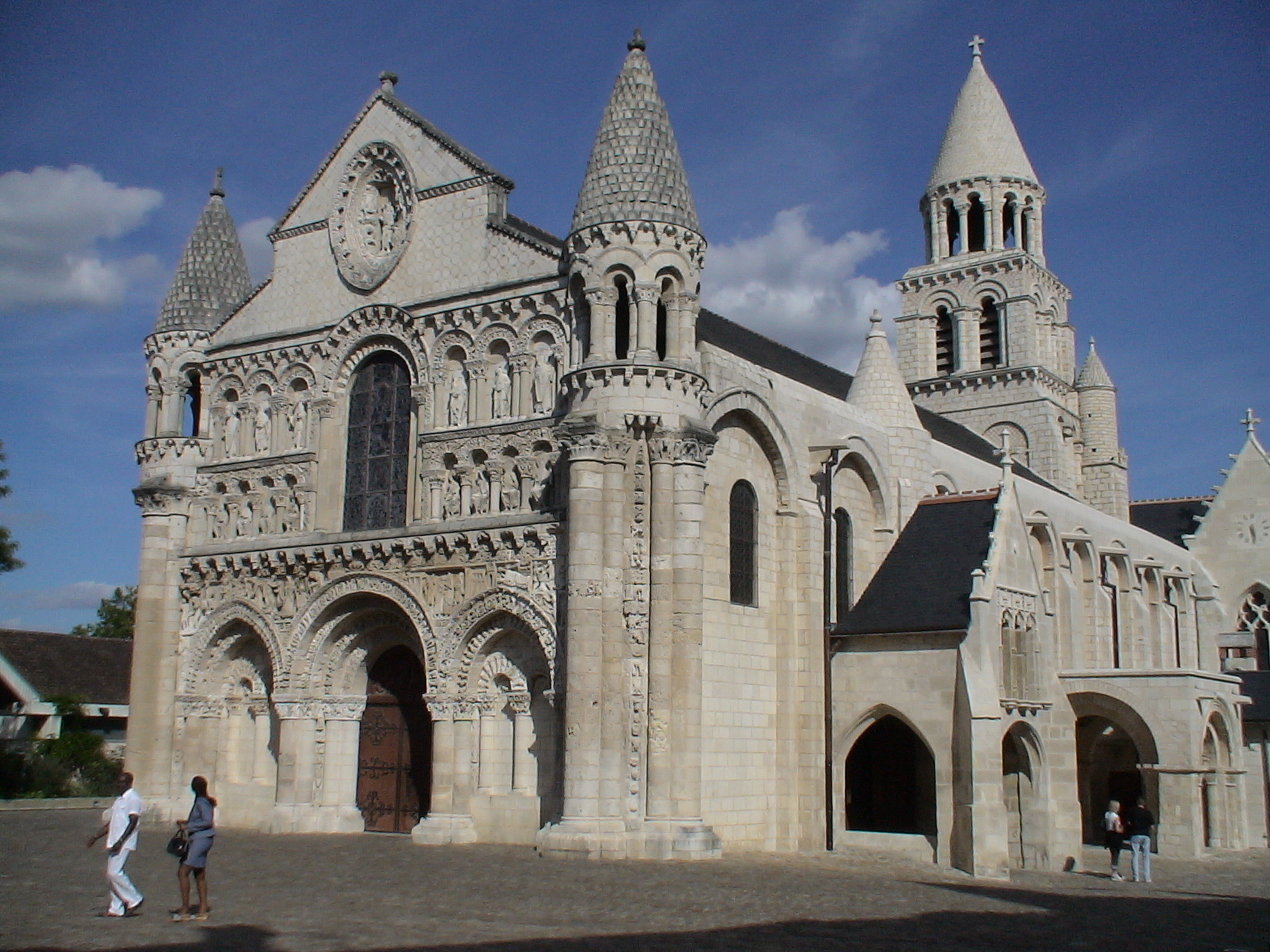
Notre-Dame-la-Grande, 11. století

Poitiers [vysl. poatjé] je město ležící na řece Clain na západě centrální Francie, asi 320 km jihozápadně od Paříže. Jedná se o hlavní město prefektury, která je součástí departementu Vienne v regionu Nová Akvitánie. V Poitiers je stará univerzita, biskupství a město je známé svými památkami a malebnými uličkami plnými středověkých domů a starobylých kostelů i velkými historickými událostmi, které se zde odehrály.
Město mělo významnou strategickou polohu na návrší mezi řekami Boivre a Clain. Obyvatelé Poitiers si říkají pictaviens (mužský rod) a pictaviennes (ženský rod) a žijí na celkové rozloze 42,11 km² v průměrné nadmořské výšce 75 m n. m. Každý třetí obyvatel má pod 30 let a každý čtvrtý je studentem.

## Historie
Město Poitiers bylo založeno jako Pictavia keltským kmenem Piktonů. Po obsazení území Římany dostalo název Limonum. Křesťanství se do města dostalo ve 3. století, prvním biskupem byl svatý Hilarius mezi lety 350–367. O padesát let později bylo dobyto ariánskými Vizigóty a stalo se jedním z hlavních sídel jejich králů. Roku 507 v bitvě u Vouillé poblíž Poitiers porazil franský král Chlodvík I. (Clovis) vizigótského krále Alaricha II. a území se dostalo pod vládu Franské říše.
Další významná bitva u Tours nebo také u Poitiers proběhla 10. října 732, kdy Frankové pod velením Karla Martela zastavili muslimskou expanzi ze Španělska na sever. Eleonora Akvitánská, která ve městě často pobývala, je nechala opevnit a roku 1199 mu udělila městská práva. V další bitvě u Poitiers 19. září 1356 v rámci stoleté války utrpěl král Jan II. Francouzský zdrcující porážku a byl zajat Angličany. Roku 1432 se zde Karel VII. Francouzský nechal prohlásit králem, protože Paříž byla v té době obsazena Angličany. V témže roce byla založena místní univerzita.
Po roce 1750 byly zbořeny středověké hradby, vznikla řada parků a širokých bulvárů. V 19. století se Poitiers stalo posádkovým městem s několika kasárnami, po roce 1850 bylo napojeno na železnici a začal zde vznikat průmysl. Ve světových válkách bylo vcelku ušetřeno, při náletu v roce 1944 zahynulo téměř 100 obyvatel. V letech 1986–1987 vznikl severně od města návštěvnický a univerzitní park Futuroscope, který představuje komunikační techniky a přijímá asi 1,5 milionu návštěvníků ročně.

## Doprava
Letiště Poitiers-Biard má pravidelné spojení do Londýna a několika dalších měst.
Poitiers leží na železniční trati vlaků TGV z Paříže do Bordeaux, doba jízdy z Paříže je 1 hodina 40 minut. Hlavní nádraží se nachází na západě starého centra města. Kromě TGV odsud vyjíždějí i vlakové linky do Angoulême, Limoges a La Rochelle.
Město leží na dálnici A 10, Paříž – Tours – Bordeaux, na silnici N 10 z Paříže do Španělska, na RN 11 do La Rochelle a dalších. Místní dopravu obstarávají vlaky i autobusy.
Městskou dopravu zajišťuje 16 autobusových linek, centrum města je pro automobily z velké části uzavřeno a na nádraží si lze půjčit jízdní kolo i kolo s elektrickým pohonem.

## Pamětihodnosti
- Katedrála svatého Petra, mohutná raně gotická bazilika ze 12. – 13. století s cennými vitrážemi z téže doby.
- Kostel Notre-Dame-la-Grande, jeden z prvních románských kostelů ve Francii z 11. – 12. století s mimořádně bohatou plastickou výzdobou v průčelí
- Kostel St-Hilaire-le-Grand z 11. – 12. století, sedmilodní s vyvýšenou příční lodí a četnými zbytky románských fresek. Západní průčelí je z 19. století.
- Klášterní kostel Saint-Jean de Montierneuf, románsko-gotická stavba z 11. – 16. století
- Baptistérium svatého Jana ze 4. – 13. století je patrně nejstarší zachovaný kostel ve Francii
- Kostel Saint-Porchaire, drobná stavba z 11.-16. století s původní věží
- Palác v Poitiers, sídlo hrabat z Potitiers a vévodů akvitánských ze 12. – 16. století
- Kostel sv. Radegondy, manželky krále Chlodvíka a patronky města, která je zde pohřbena. Románsko-gotická stavba s věží v průčelí ze 12. – 14. století na starších základech.
- Pierre levée v Poitiers, dolmen z mladší doby kamenné
- Hypogeum des Dunes, podzemní pohřební kaple ze 7. – 8. století
- Muzeum svatého Kříže, velká galerie umění až do současné doby
- Futuruskop, zábavní park a vzdělávací centrum severně od města

Kromě toho je ve městě mnoho středověkých měšťanských domů, hlavně z 15. století, historických hrázděných domů a řada zbytků významných staveb: například antického amfiteátru, středověkých hradeb a několika zrušených kostelů.

### Galerie

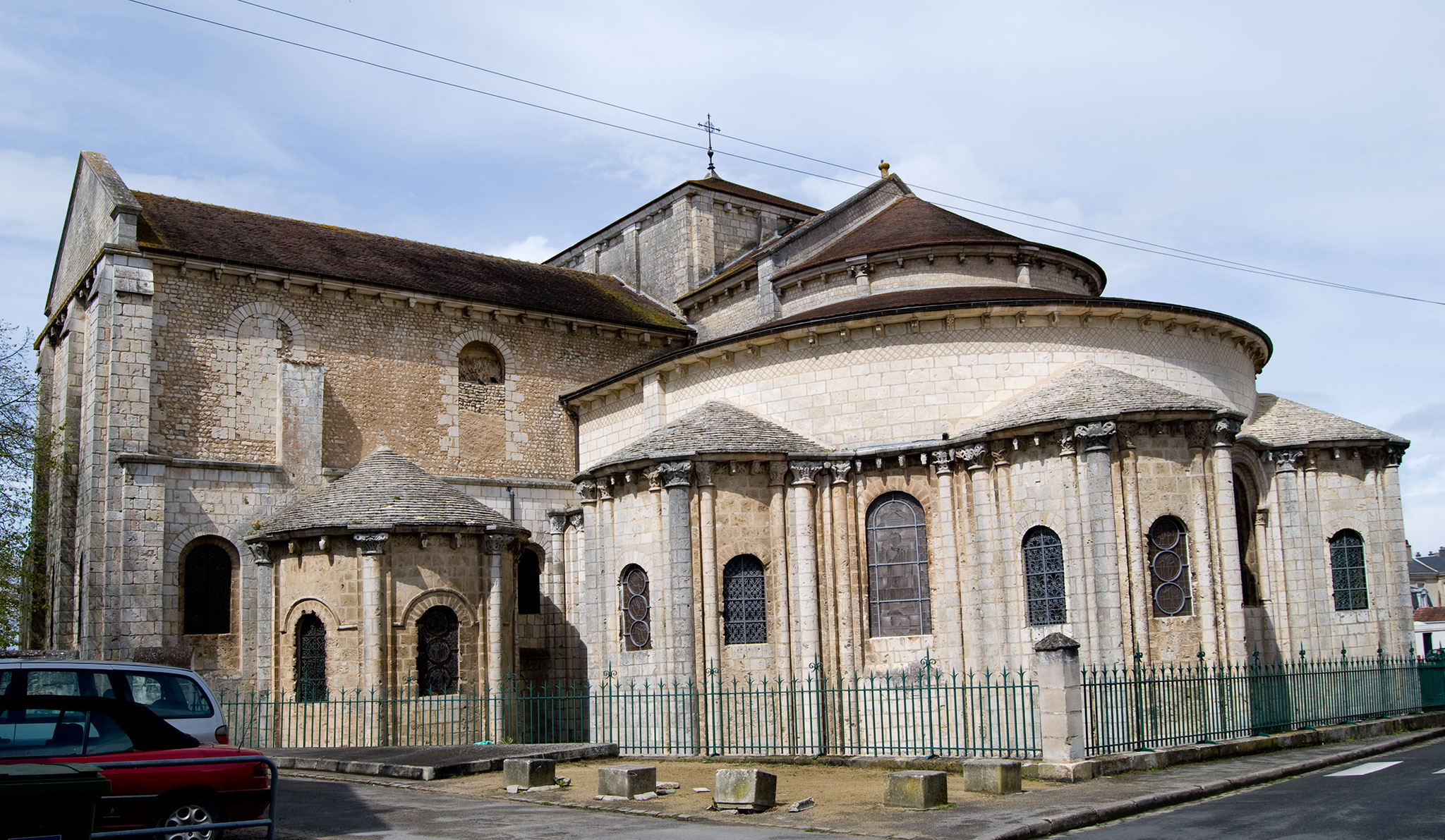
Saint-Hilaire-le-Grand
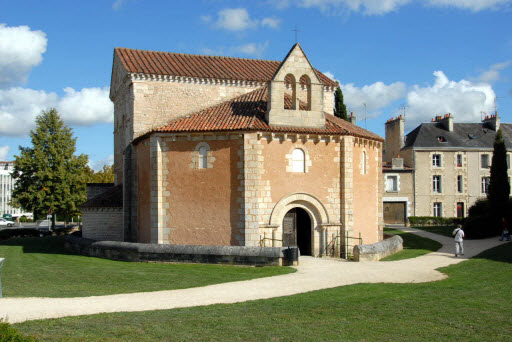
Baptisterium sv. Jana
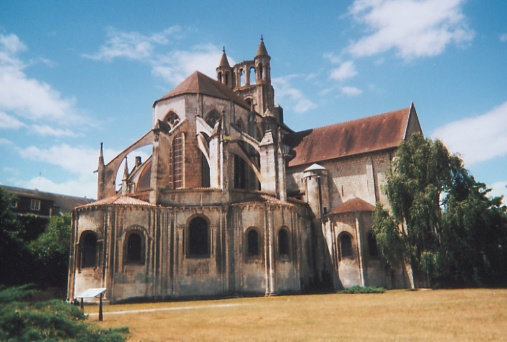
Saint-Jean de Montierneuf, závěr kostela
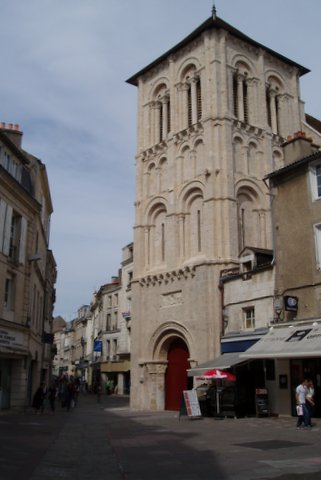
Kostel Saint-Porchaire
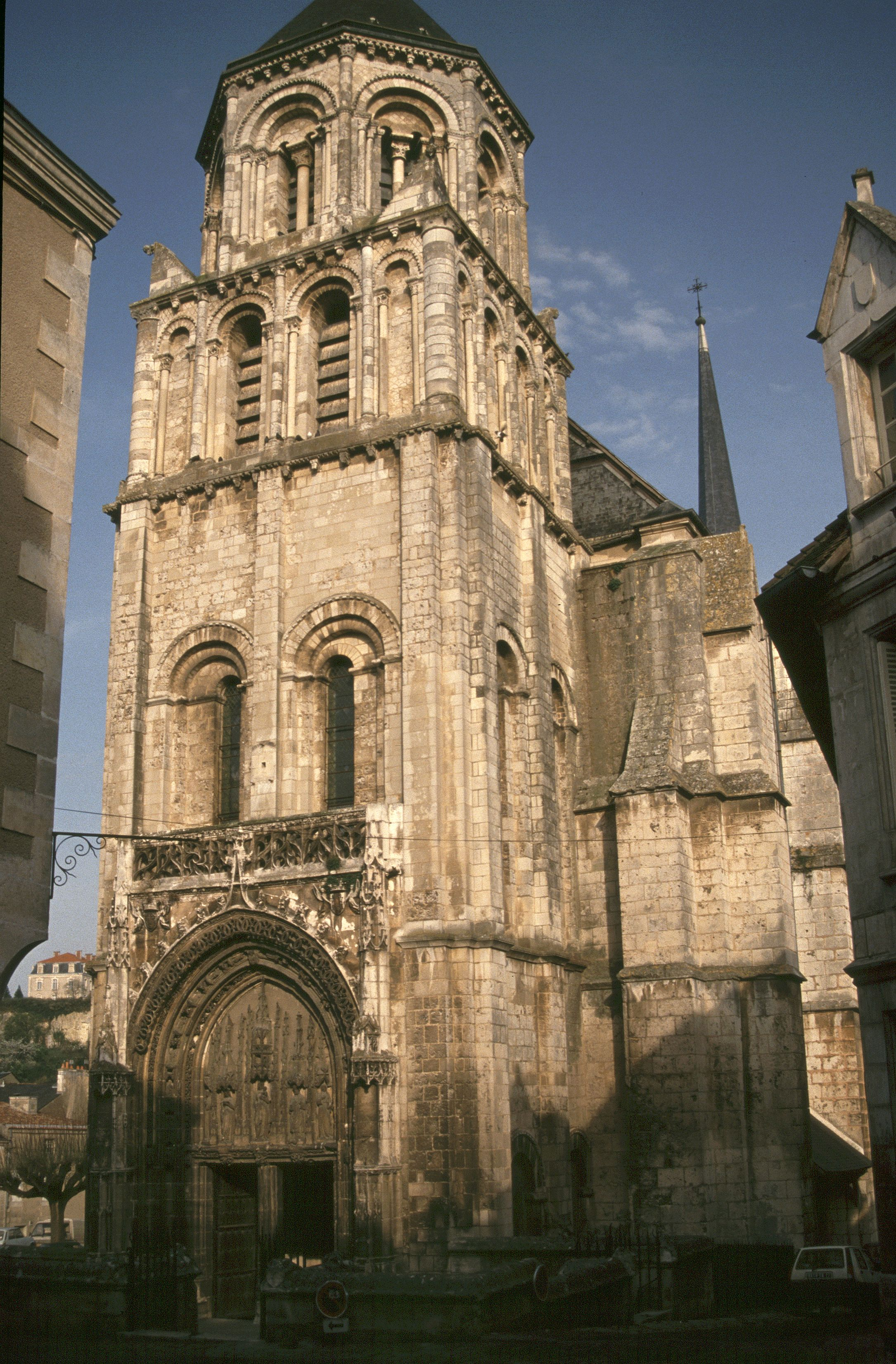
Kostel sv. Radegondy
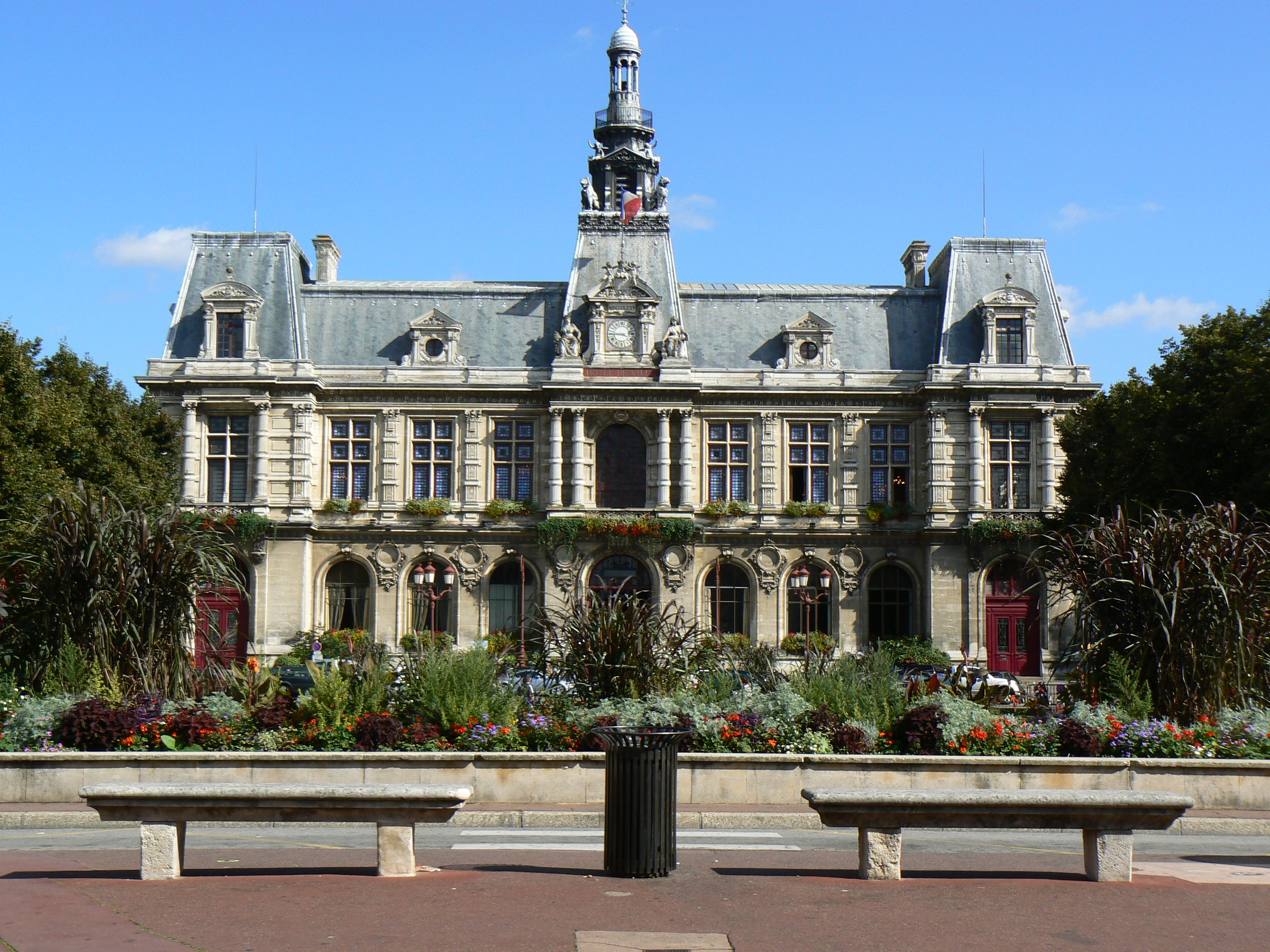
Radnice
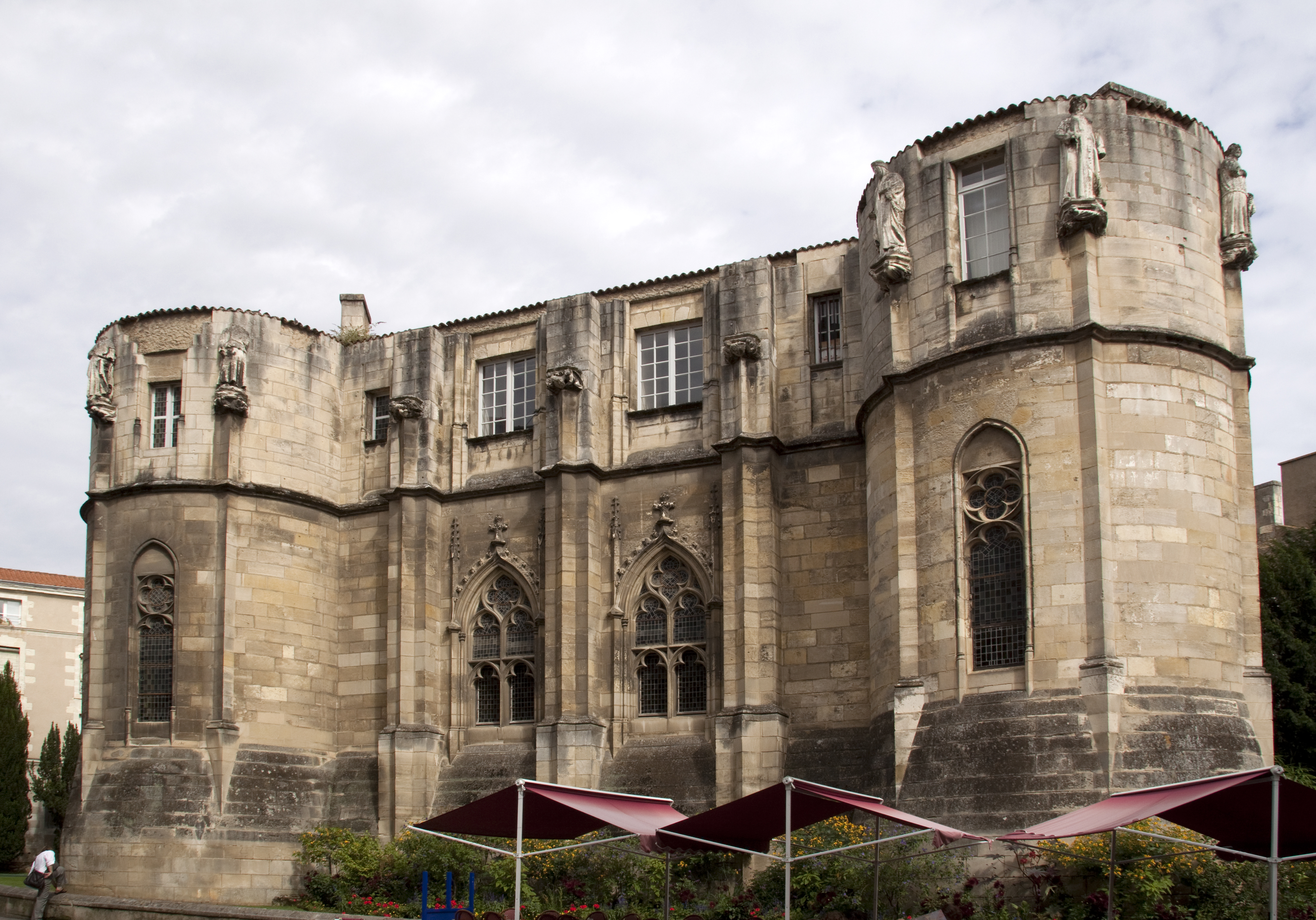
Vévodský palác
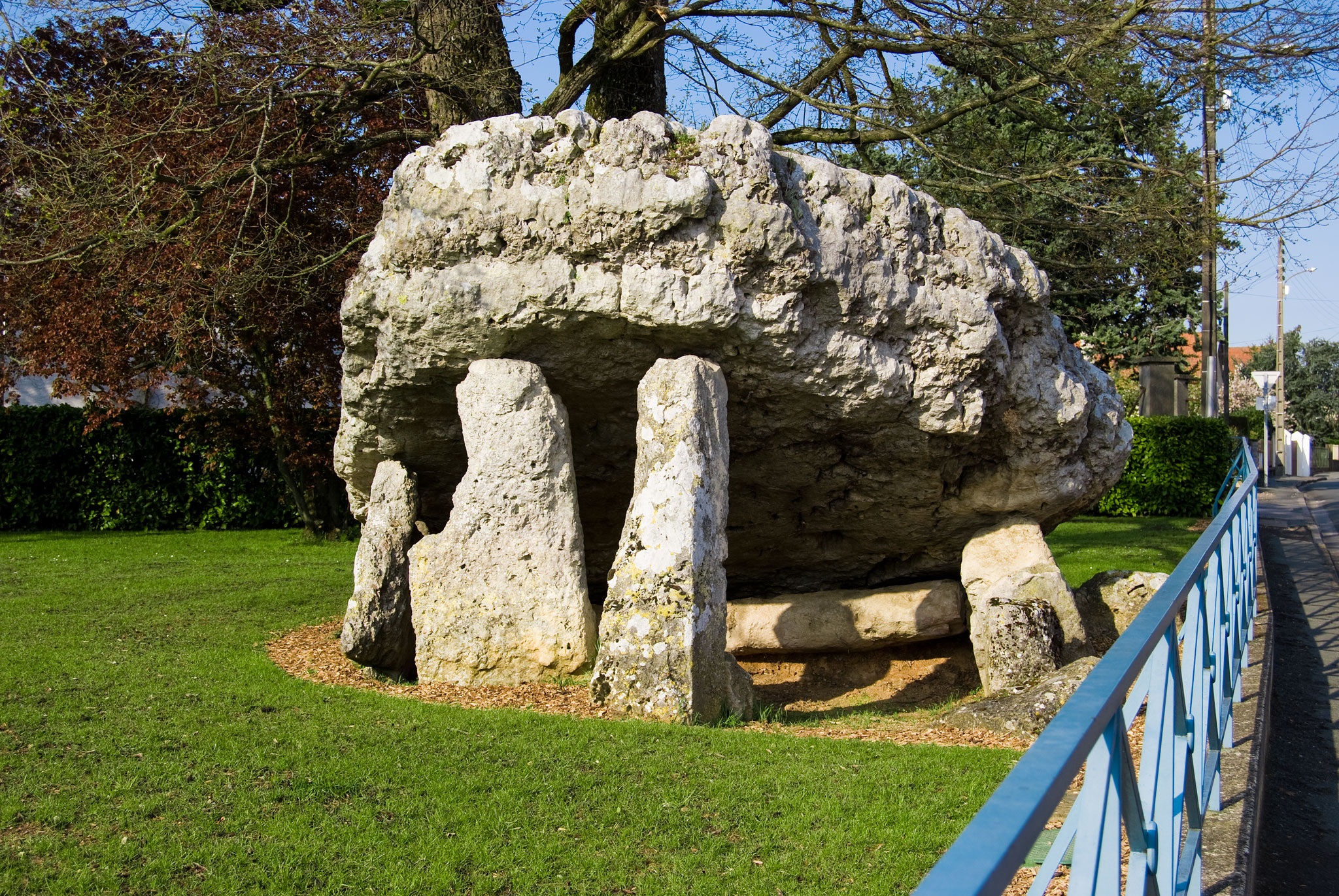
La Pierre Levee

## Osobnosti
- Hilarius z Poitiers (asi 315–367), biskup a latinsky píšící teolog
- Vilém IX. Akvitánský (1071–1126), první trubadúr
- Raimond z Poitiers (kolem 1108 – 1149), francouzský rytíř
- Alfons z Poitiers (1220–1271), rytíř, účastník křížových výprav
- Diana de Poitiers (1499–1566), milenka Jindřicha II.
- Blanche Monnier (1849–1913), žena, kterou rodina věznila v domě 25 let
- Louis Vierne (1870–1937), varhaník skladatel
- Michel Foucault (1926–1984), filozof a psycholog
- Jean-Pierre Thiollet (* 1956) spisovatel

## Partnerská města
- Northampton, Spojené království
- Marburg, Německo
- Lafayette, Louisiana USA
- Coimbra, Portugalsko
- Jaroslavl, Rusko
- Iaşi, Rumunsko
- Moundou, Čad